# Championnat du monde B de rink hockey masculin 2014
Navigation
Championnat du monde B 2012 Championnat du monde B 2016
Le championnat du monde B de rink hockey masculin 2014 se déroule du 15 au 22 novembre 2014 à Canelones, en Uruguay. L'Autriche remporte la compétition, devant l'Angleterre et les Pays-Bas qui participeront tout trois au championnat du monde groupe A 2015, en France.

## Équipes
Les équipes nationales engagées dans cette édition 2012 ont été d'abord réparties dans deux groupes.
| A1 | Angleterre |
| A2 | Pays-Bas   |
| A3 | États-Unis |

| B1 | Autriche |
| B2 | Macao    |
| B3 | Uruguay  |
| B4 | Égypte   |

## Calendrier

### Phase de poules

#### Groupe A
| Rang | Équipe     | Pts | J | G | N | P | Bp | Bc | Diff |  | Résultats  |  |     |     |
| ---- | ---------- | --- | - | - | - | - | -- | -- | ---- |  | ---------- |  | --- | --- |
| 1    | Angleterre | 6   | 2 | 2 | 0 | 0 | 10 | 2  | +8   |  | Angleterre |  | 5-1 | 5-1 |
| 2    | États-Unis | 3   | 2 | 1 | 0 | 1 | 5  | 7  | -2   |  | Pays-Bas   |  |     | 2-4 |
| 3    | Pays-Bas   | 0   | 2 | 0 | 0 | 2 | 3  | 9  | -6   |  | États-Unis |  |     |     |

#### Groupe B
| Rang | Équipe   | Pts | J | G | N | P | Bp | Bc | Diff |  | Résultats |  |     |     |     |
| ---- | -------- | --- | - | - | - | - | -- | -- | ---- |  | --------- |  | --- | --- | --- |
| 1    | Autriche | 9   | 3 | 3 | 0 | 0 | 13 | 7  | +6   |  | Autriche  |  | 5-4 | 4-3 | 6-1 |
| 2    | Uruguay  | 6   | 3 | 2 | 0 | 1 | 8  | 4  | +4   |  | Macao     |  |     | 1-4 | 6-2 |
| 3    | Macao    | 3   | 3 | 1 | 0 | 2 | 11 | 11 | 0    |  | Uruguay   |  |     |     | 2-1 |
| 4    | Égypte   | 0   | 3 | 0 | 0 | 3 | 4  | 14 | -10  |  | Égypte    |  |     |     |     |

### Phase finale

#### Places 1 à 4
|  | Quarts de finale  | Quarts de finale |            |            | Demi-finales           | Demi-finales |  |  | Finale      | Finale      |
|  | Quarts de finale  | Quarts de finale |            |            | Demi-finales           | Demi-finales |  |  | Finale      | Finale      |
|  |                   |                  |            |            |                        |              |  |  |             |             |
|  | 20 novembre       | 20 novembre      |            |            | 21 novembre            | 21 novembre  |  |  | 22 novembre | 22 novembre |
|  | 20 novembre       | 20 novembre      |            |            | 21 novembre            | 21 novembre  |  |  | 22 novembre | 22 novembre |
|  | Angleterre        | 8                |            |            | 21 novembre            | 21 novembre  |  |  | 22 novembre | 22 novembre |
|  | Angleterre        | 8                |            |            | 21 novembre            | 21 novembre  |  |  | 22 novembre | 22 novembre |
|  | Égypte            | 1                |            |            | 21 novembre            | 21 novembre  |  |  | 22 novembre | 22 novembre |
|  | Égypte            | 1                | Angleterre | 5          |                        |              |  |  | 22 novembre | 22 novembre |
|  | 20 novembre       |                  | Angleterre | 5          |                        |              |  |  | 22 novembre | 22 novembre |
|  |                   | Pays-Bas         | 1          |            |                        |              |  |  | 22 novembre | 22 novembre |
|  | Pays-Bas          | Pays-Bas         | 1          | 2 (2)      |                        |              |  |  | 22 novembre | 22 novembre |
|  | Pays-Bas          |                  |            | 2 (2)      |                        |              |  |  | 22 novembre | 22 novembre |
|  | Uruguay           | 2 (0)            |            |            |                        |              |  |  | 22 novembre | 22 novembre |
|  | Uruguay           | 2 (0)            | Angleterre | 0          |                        |              |  |  |             |             |
|  | 20 novembre       |                  | Angleterre | 0          |                        |              |  |  |             |             |
|  |                   | Autriche         | 1          |            |                        |              |  |  |             |             |
|  | États-Unis        | Autriche         | 1          | 5          |                        |              |  |  |             |             |
|  | États-Unis        | 21 novembre      |            | 5          |                        |              |  |  |             |             |
|  | Macao             | 4                |            |            |                        |              |  |  |             |             |
|  | Macao             | 4                | États-Unis | 4          |                        |              |  |  |             |             |
|  |                   |                  | États-Unis | 4          | Match pour la 3e place |              |  |  |             |             |
|  |                   | Autriche         | 5          |            |                        |              |  |  |             |             |
|  | Autriche          | Autriche         | 5          |            | 22 novembre            | 22 novembre  |  |  |             |             |
|  | Autriche          |                  |            |            | 22 novembre            | 22 novembre  |  |  |             |             |
|  | Qualifié d'office |                  |            | États-Unis | 3                      |              |  |  |             |             |
|  | Qualifié d'office |                  |            | États-Unis | 3                      |              |  |  |             |             |
|  |                   |                  |            |            |                        |              |  |  | Pays-Bas    | 11          |
|  |                   |                  |            |            |                        |              |  |  | Pays-Bas    | 11          |

#### Places 5 à 9
| Rang | Équipe  | Pts | J | G | N | P | Bp | Bc | Diff |  | Résultats |  |     |     |
| ---- | ------- | --- | - | - | - | - | -- | -- | ---- |  | --------- |  | --- | --- |
| 5    | Uruguay | 12  | 4 | 4 | 0 | 0 | 24 | 13 | +11  |  | Uruguay   |  | 4-0 | 3-2 |
| 6    | Macao   | 6   | 4 | 3 | 0 | 1 | 25 | 16 | +9   |  | Macao     |  |     | 6-5 |
| 7    | Égypte  | 6   | 4 | 2 | 0 | 2 | 23 | 13 | +10  |  | Égypte    |  |     |     |

## Classement final
| Champion du monde B 2012 de rink hockey |
| Autriche Premier titre                  |

| Classement         | Équipe     |
| ------------------ | ---------- |
| Médaille d'or      | Autriche   |
| Médaille d'argent  | Angleterre |
| Médaille de bronze | Pays-Bas   |
| 4                  | États-Unis |
| 5                  | Uruguay    |
| 6                  | Macao      |
| 7                  | Égypte     |